# (291) Alice
(291) Alice ist ein Asteroid des inneren Hauptgürtels, der am 25. April 1890 vom österreichischen Astronomen Johann Palisa an der Universitätssternwarte Wien entdeckt wurde. Der Asteroid wurde auch unabhängig davon eine Nacht später durch Auguste Charlois am Observatoire de Nice entdeckt.
Ein Bezug dieses Namens zu einer Person oder einem Ereignis ist nicht bekannt. Die Benennung erfolgte durch die Société astronomique de France „auf freundliche Einladung des Entdeckers“.
Aufgrund ihrer Bahneigenschaften wird (291) Alice zur Flora-Familie gezählt.

## Wissenschaftliche Auswertung
Aus Ergebnissen der IRAS Minor Planet Survey (IMPS) wurden 1992 Angaben zu Durchmesser und Albedo für zahlreiche Asteroiden abgeleitet, darunter auch (291) Alice, für die damals Werte von 15,0 km bzw. 0,21 erhalten wurden. Eine Auswertung von Beobachtungen durch das Projekt NEOWISE im nahen Infrarot führte 2012 zu vorläufigen Werten für den Durchmesser und die Albedo im sichtbaren Bereich von 10,5 km bzw. 0,43.
Photometrische Messungen des Asteroiden fanden erstmals statt am 18. und 20. September 1974 am Observatorium Kvistaberg in Schweden. Aus der aufgezeichneten Lichtkurve wurde eine Rotationsperiode von 4,315 h bestimmt. Auch Beobachtungen vom 27. bis 31. Dezember 1981 am McDonald-Observatorium in Texas konnten zu einer Rotationsperiode von 4,32 h ausgewertet werden.
Neue Beobachtungen wurden am 29. Oktober 1994 am Observatorium auf dem Pic du Midi in Frankreich durchgeführt. Die aufgezeichnete Lichtkurve passte zu der bekannten Periode, aber auch in Verbindung mit den früheren Lichtkurven konnte kein unabhängiger Wert für die Rotationsperiode und kein Drehsinn für den Asteroiden abgeleitet werden. Allerdings wurden zwei alternative Positionen der Rotationsachse und die Achsenverhältnisse eines dreiachsig-ellipsoidischen Gestaltmodells bestimmt. Auch bei Messungen vom 18. bis 23. Februar 1996 am La-Silla-Observatorium passten die Daten wieder zu der bekannten Periode.
Weitere photometrische Messungen des Asteroiden erfolgten vom 11. und 12. Juni 2006 am Leura Observatory in Australien (abgeleitete Rotationsperiode 4,313 h) und vom 13. bis 22. März 2009 am Shadowbox Observatory in Indiana (abgeleitete Periode 4,32 h).
Eine Auswertung von archivierten Lichtkurven des United States Naval Observatory (USNO) und der Catalina Sky Survey ermöglichte 2011 für ein dreidimensionales Gestaltmodell des Asteroiden die Bestimmung zweier alternativer Rotationsachsen mit prograder Rotation sowie einer Periode von 4,31601 h. Auch die Auswertung neuer Messungen vom März/April 1999, Oktober/November 2004, Oktober 2007 und Februar 2009 am Observatorium Borówiec in Polen sowie vom November 2007 am Observatorium auf dem Pic du Midi bestätigte in einer Untersuchung von 2012 die Rotationsperiode mit einem Wert von 4,316 h. Neue photometrische Beobachtungen gab es dann noch einmal am 26. März 2019 am Shadowbox Observatory, wo eine Rotationsperiode von 4,313 h abgeleitet wurde.
Aus archivierten Daten des Asteroid Terrestrial-impact Last Alert System (ATLAS) aus dem Zeitraum 2015 bis 2018 konnte in einer Untersuchung von 2022 mit der Methode der konvexen Inversion eine Rotationsperiode von 4,31599 h bestimmt werden.